# 의정부경전철 U100호대 전동차
의정부경전철 U100호대 전동차는 2012년 의정부 경전철 개통과 함께 도입된 전동차이다. 현재 총 2량 15개 편성(30량)이 운행하고 있다.

## 도입 역사
이 차량은 지멘스에서 제작된 전동차이며, 경전철 차량으로 신분당선, 인천 도시철도 2호선, 용인 경전철, 부산 도시철도 4호선, 부산-김해 경전철, 대구 도시철도 3호선과 같이 무인 운전으로 운행된다. 또한 부산 도시철도 4호선과 동일한 고무차륜 대차를 사용한다. 2012년 의정부 경전철 개통을 대비하여 총 15편성 30량이 육로로 운송되었다.

## 편성
2량 1편성으로 운행된다.
|  | ◇◇   | ◇◇   |  |
|  |      |      |  |
|  | U0XX | U1XX |  |
|  |      |      |  |
|  |      |      |  |

## 배속
- U101~U115편성: 송산차량사업소, 2량

### 현재 운행구간
- ● 의정부 경전철: 발곡 - 차량기지 임시승강장

## 현황
현재 운행 중인 차량은 굵은 글씨로 표시했다. 
| 차호      | 도입 시기 | 운행 중단 시기 | 비고                                     |
| --------- | --------- | -------------- | ---------------------------------------- |
| U101 편성 | 2012년    | 운행 중        | 수도권 최초의 경전철 중 최초의 편성이다. |
| U102 편성 | 2012년    | 운행 중        |                                          |
| U103 편성 | 2012년    | 운행 중        | 차내 LED 전광판이 교체되었다.            |
| U104 편성 | 2012년    | 운행 중        | 객실 내 형광등이 LED로 교체되었다.       |
| U105 편성 | 2012년    | 운행 중        |                                          |
| U106 편성 | 2012년    | 운행 중        |                                          |
| U107 편성 | 2012년    | 운행 중        |                                          |
| U108 편성 | 2012년    | 운행 중        |                                          |
| U109 편성 | 2012년    | 운행 중        |                                          |
| U110 편성 | 2012년    | 운행 중        |                                          |
| U111 편성 | 2012년    | 운행 중        |                                          |
| U112 편성 | 2012년    | 운행 중        |                                          |
| U113 편성 | 2012년    | 운행 중        |                                          |
| U114 편성 | 2012년    | 운행 중        |                                          |
| U115 편성 | 2012년    | 운행 중        | 가장 마지막으로 도입된 VAL208 전동차다.  |

## 같이 보기
- 의정부 경전철